# Nimród Antal
Nimród E. Antal (nacido el 30 de noviembre de 1973) es un director de cine, guionista, y actor húngaro estadounidense.

## Vida y carrera
Antal nació en Los Ángeles en una familia de ascendencia húngara. Se mudó a Hungría en 1991 para estudiar en la Academia Húngara de Cine siguiendo el consejo de su padre. Después de graduarse, trabajó en la industria del cine y televisión. En 2005, se mudó a su ciudad natal de Los Ángeles para perseguir éxito en Hollywood.

### Dirección
Es conocido por escribir y dirigir la película Kontroll, que ganó varios premios. 
La primera película estadounidense, Vacancy , protagonizada por Kate Beckinsale y Luke Wilson, fue lanzada el 20 de abril de 2007. Se segunda película estadounidense, Armored fue lanzada en diciembre de 2009.
Robert Rodriguez lo contrató para que dirigiera Predators.
En 2013 se estrena la película Metallica: Through the Never de Metallica. El film fue escrito y dirigido por él.

### Actuación
Antal ha aparecido en papales en algunas películas húngaras, entre ellas están, András Salamon’s Közel a szerelemhez y Balra a nap nyugszik, dirigida por András Fésös. También tuvo un Cameo en Machete.

## Filmografía

### Director
| Año  | Película                     | Director | Productor | Escritor | Crítica |
| ---- | ---------------------------- | -------- | --------- | -------- | ------- |
| 2003 | Kontroll                     | Sí       | No        | Sí       | 82%     |
| 2007 | Vacancy                      | Sí       | No        | No       | 56%     |
| 2009 | Armored                      | Sí       | No        | No       | 40%     |
| 2010 | Predators                    | Sí       | No        | No       | 64%     |
| 2013 | Metallica: Through the Never | Sí       | No        | Sí       | 78%     |
| 2017 | A Viszkis                    | Sí       | No        | No       |         |
| 2023 | Retribution                  | Sí       | No        | No       |         |